# رافا میر
رافا میر (اسپانیایی: Rafa Mir‎؛ زادهٔ ۱۸ ژوئن ۱۹۹۷) بازیکن فوتبال اهل اسپانیا است که در پست مهاجم برای باشگاه فوتبال لاس پالماس بازی می‌کند.
از باشگاه‌هایی که در آن بازی کرده‌است می‌توان به باشگاه فوتبال والنسیا، باشگاه فوتبال بارسلونا و باشگاه فوتبال رئال مورسیا اشاره کرد.
وی همچنین در تیم ملی فوتبال زیر ۲۱ سال اسپانیا بازی کرده‌است.